# کومبیسیری
کومبیسیری شهری در شهرستان کومبیسیری در استان بازگا در بورکینافاسوی مرکزی است و جمعیت آن  نفر است.